# 胡孟清
胡孟清（16世紀—1600年），字汝揚，號湛宇，河南汝寧府光州光山县人。明朝政治人物、進士出身。

## 生平
萬曆四年（1576年）丙子科舉人，十七年（1589年）己丑科進士，刑部觀政，十月授山西長治縣知縣，二十年丁憂。二十二年補任丘县知县，二十六年擢任户部主事，本年通州管倉，二十七年爲江西九江鈔關榷使，二十八年养病卒。

## 家族
曾祖胡嵩，舉人，任通判。祖父胡紹良，訓導。父胡錠，知縣。